# Aldo Bracco
Aldo Bracco (Mondovì, 25 novembre 1916 – Corbera, 23 agosto 1938) è stato un militare e aviatore italiano, decorato di Medaglia d'oro al valor militare alla memoria nel corso della guerra civile spagnola.

## Biografia
Nacque a Mondovì, provincia di Cuneo, il 25 novembre 1916. Ancora studente liceale nel settembre 1935 si arruolò volontario nella Regia Aeronautica in qualità di aviere allievo sergente presso la Scuola di Rimini, passando alla Scuola di pilotaggio di Aviano nel marzo 1936. Promosso 1º aviere pilota e trasferito al 5º Stormo d'assalto nell’agosto stesso anno, un mese dopo otteneva la promozione a sergente. Nel marzo 1938 fu assegnato all'Aviazione Legionaria e mandato a combattere nella guerra di Spagna assegnato alla specialità caccia. Prese parte a numerose missioni belliche, e cadde in combattimento il 23 agosto 1938 sul cielo di Cartua, Corbera.  Fu insignito della medaglia d'oro al valor militare alla memoria. 

### Fonti
1. 1 2 3 4 5  Combattenti Liberazione.
2. ↑  Gruppo Medaglie d'Oro al Valor Militare 1965, p. 331.
3. 1 2  Ufficio Storico dell'Aeronautica Militare 1969, p. 72.
4. ↑  Medaglie d'oro al valor militare sul sito della Presidenza della Repubblica